# 鹿本村
鹿本村（しかもとむら）とは、東京府南葛飾郡にかつて存在した村である。現在の江戸川区の東部に位置していた。鹿本橋、江戸川区立鹿本小学校、江戸川区立鹿本中学校などにその名をとどめる。村名の由来は旧村名の鹿骨、松本、本一色。

## 沿革
- 1889年（明治22年）5月1日 - 町村制の施行に伴い、本一色村、興ノ宮村、松本村の全域と、以下の3村の各一部が合併して発足（カッコ内は残部の編入先）。
  - 上一色村の大部分（奥戸村）
  - 鹿骨村（一之江村、篠崎村）
  - 谷河内村（一之江村）
- 1932年（昭和7年）10月1日 - 南葛飾郡全域が東京市に編入。鹿本村の区域は江戸川区となる。

## 交通

### 鉄道
- 国鉄（現JR東日本）
  - 総武本線 ： 村域内を通過していたが、駅は存在しなかった。

### 道路
- 千葉街道

## 現在の地名
上一色、本一色、興宮町、松本、東松本、鹿骨、鹿骨町、谷河内、西篠崎（いずれも大体の範囲）